# سد خانپور
سد خانپور (به انگلیسی: Khanpur Dam) یک سد در پاکستان است که در ناحیه هری‌پور واقع شده‌است.